# LB 4
Langelandsbanen (LB), eine dänische Privatbahn auf Langeland, beschaffte für den Betrieb auf ihren 1911 eröffneten Strecken Rudkøbing–Bagenkop und Skrøbelev–Spodsbjerg die drei Tenderlokomotiven LB 1–3 und einen Dampftriebwagen.
Nachdem der Dampftriebwagen LB M 1 die Erwartungen nicht erfüllte, wurde dieser 1914 in einen Reisezugwagen umgebaut und dafür eine weitere Dampflokomotive, die LB 4, beschafft.

## Geschichte
Am 4. November 1914 lieferte Nydqvist och Holm in Trollhättan mit der Fabriknummer 1051 eine Zweizylinder-Heißdampf-Tenderlokomotive der Achsfolge 1' B. Die Lokomotive kostete 26.500 dänische Kronen.
Sie besaß Rahmenwasserkästen, ein geschlossenes Führerhaus, Außenzylinder mit runden Schiebern, Heusinger-Steuerung sowie Vakuumbremse und Handbremse.
Die Lokomotive wurde hauptsächlich im Personenverkehr eingesetzt. Nachdem die Bahngesellschaft sehr bald den Personenverkehr auf ihrem Streckennetz mit Triebwagen durchführte, wurde sie im Mai 1934 abgestellt und nach einer Untersuchung erst am 3. Juni 1940 wieder in Betrieb genommen. 1952 erhielt sie die letzte Hauptuntersuchung.
1954 wurde sie als stationärer Dampfkessel beim Bau des Silos des Fyns Andels Foderstofforetning (FAF) in Rudkøbing eingesetzt. Der Bau des Silos verzögerte sich aufgrund von Problemen mit den Betonelementen und konnte nicht vor der Frostperiode abgeschlossen werden. Die Hafenbahn führte direkt zu der Stelle, an der das Silo gebaut wurde. So war es leicht, die Lokomotive neben dem Gebäude zu platzieren und Dampfrohre in die Baustelle zu führen, so dass der Zement vor dem Aushärten nicht dem Frost ausgesetzt wurde.
Nach der Abstellung im Juni 1954 erfolgte 1957 die Ausmusterung und die Verschrottung zusammen mit der LB 2 bei Ringsted Jernhandel. Die Lokomotiven wurden mit der Eisenbahnfähre Svendborg–Rudkøbing zur Verschrottung in Ringsted transportiert. Der Verkaufserlös wurde zur Rückzahlung einer Hypothek an den Staat verwendet.